# Mercedes McCambridge
Mercedes Agnes Carlotta McCambridge (Joliet, 16 de marzo de 1916-La Jolla, 2 de marzo de 2004), apodada coloquialmente Mercy, fue una actriz estadounidense de cine, televisión y radio ganadora de un Premio Óscar.

## Biografía
McCambridge nació en Joliet (Illinois) en el seno de una familia inmigrante irlandesa. Mercedes se graduaría en el Mundelein College de Chicago antes de empezar su carrera como actriz. Empezaría su carrera como actriz radiofónica durante la década de los 40, aunque también alternaría con papeles en Broadway. Su trabajo más destacado en el período radiofónico sería el de Rosemary Levy en el serial Abie's Irish Rose, así como en las series I Love A Mystery, The Thing That Cries in the Night, Bury Your Dead, Arizona, The Million Dollar Curse, The Temple of Vampires o The Battle of the Century). Casi todas ellas se realizaron en la sintonía de la CBS.

### Entrada en el mundo del cine
Su introducción en el mundo del cine llegaría por la puerta grande. McCambridge se convertiría en el antagonista de Broderick Crawford en la película de 1949 El político. Por este papel, ganaría el Óscar a la mejor actriz de reparto, así como el Globo de Oro como mejor actriz de reparto. 
En 1954, la actriz coprotagonizaría junto a Joan Crawford y Sterling Hayden la película Johnny Guitar, en la que encarna el papel de malvada de la película. Tanto McCambridge como Hayden declararon su disgusto de trabajar con Crawford; ella llegó a declarar en su memorias que Crawford «era un huevo podrido». 
Poco después, en 1956 McCambridge trabajaría en el reparto del gran clásico de George Stevens, Gigante. Volvería a ser nominada en la categoría de mejor actriz de reparto aunque esta vez el galardón se lo llevaría Dorothy Malone por Escrito en el viento. En 1959, McCambridge volvería a aparecer como malvada. En esta ocasión junto a Katharine Hepburn, Montgomery Clift y Elizabeth Taylor en el film de Joseph L. Mankiewicz De repente, el último verano. 
De todas maneras, una de la aportaciones más importantes de McCambridge fue una actuación en la que no aparece su rostro. La veterana actriz fue la voz (en la versión original en inglés) de la diabólica posesión de la actriz Linda Blair en El exorcista. Se le prometió a McCambridge un lugar en los títulos de crédito pero descubrió en la premier que su nombre había sido suprimido. Su disputa con el director William Friedkin y con la Warner Bros. llegó hasta los tribunales. Finalmente con la ayuda del Sindicato de Actores, hizo que finalmente se incluyera su nombre en los créditos del filme. Se cuenta que para conseguir la voz diabólica, McCambridge dejó de dormir, fumó más y consumió licor y yemas de huevo crudas.
McCambridge tiene dos estrellas en el Paseo de la Fama de Hollywood: como actriz situada en el 1722 de Vine Street, y otra en la televisión situada en el 6243 de Hollywood Boulevard. Ella escribió sus memorias bajo el nombre The Quality of Mercy: An Autobiography (Times Books, 1981), ISBN 0-8129-0945-3. McCambridge murió el 2 de marzo de 2004 en La Jolla (California), por causas naturales a la edad de 87 años.

## Filmografía
- El político (1949), de Robert Rossen.
- La luz brilló dos veces (1951), de King Vidor.
- Johnny Guitar (1954), de Nicholas Ray.
- Gigante (1956), de George Stevens.
- Adiós a las armas (1957), de John Huston y Charles Vidor.
- De repente el último verano (1959), de Joseph L. Mankiewicz.
- Cimarrón (1960), de Anthony Mann.
- Run home, Slow (1965), de Ted Brenner (como Tim Sullivan).
- Noventa y nueve mujeres (1969), de Jesús Franco.
- Marqués de Sade: Justine (1969), de Jesús Franco.
- El exorcista (1973), de William Friedkin.
- Aeropuerto 80 (1979), de David Lowell Rich.

## Premios y distinciones
Premios Óscar
| Año  | Categoría               | Película    | Resultado |
| ---- | ----------------------- | ----------- | --------- |
| 1950 | Mejor actriz de reparto | El político | Ganadora  |
| 1957 | Mejor Actriz de Reparto | Gigante     | Nominada  |